# Hieracium elegantiforme
Hieracium elegantiforme es una especie de planta con flor del género Hieracium, de la familia Asteraceae, orden Asterales.

## Distribución
Hieracium elegantiforme se distribuye por Islandia y Noruega.

## Taxonomía
Fue descrita científicamente por Dahlst. Fue publicada en Ark. Bot.